# Тюлька каспійська
Тюлька каспійська (Clupeonella caspia) — риба родини оселедцевих (Clupeidae). Поширена в Каспійському морі, також в пониззі річок Волга, Урал і, можливо, Терек. Солонуватоводна пелагічно-неретична риба, що сягає 12 см довжиною.